# Deutsch-Französischer Freundschaftspreis
Der Deutsch-Französische Freundschaftspreis wird seit 2008 verliehen. Mit ihm werden deutsche oder französische Bürger aus allen Bereichen der Gesellschaft ausgezeichnet, die sich für die deutsch-französische Freundschaft einsetzen und damit die Beziehungen zwischen beiden Ländern weiter verbessern.

## Auswahl und Verleihung
Die Preisträger werden aus den Vorschlägen der Deutschen Botschaft Paris und der Generalkonsulate in Bordeaux, Lyon, Marseille und Straßburg ausgewählt. Der Preis wird durch den Botschafter (oder den jeweiligen Generalkonsul) während einer Feierstunde übergeben. Der Preis besteht aus einer vom Deutschen Botschafter unterschriebenen Urkunde sowie einer eigens dafür entworfenen Anstecknadel in Form eines Lorbeerblattes mit den deutsch-französischen Farben. Seit 2008 sind weit über 200 Personen mit diesem Preis ausgezeichnet worden.

## Preisträger (Auswahl)
- 2021: Emmanuel Peterfalvi für seine Rolle Alfons[3]
- 2020: Patrice Harster, Geschäftsführer des EVTZ Eurodistrikt PAMINA,
- 2019: Jochen Hellmann, Deutsch-Französische Hochschule (DFH),
- 2018: Corinna Niemeyer, Chefdirigentin des Universitätsorchesters Straßburg,[4] sowie  Martine Lebas (Verein Amic’Allemand in Châlons-en-Champagne) und Annick Ludmann in Entzheim
- 2017: Lyliane Isendick-Malterre, langjährige Organisatorin der Städtepartnerschaft Royan – Balingen und Angelika Galata vom Verein „Die Freunde von Dinard“, sowie Jaques Michel Präsident von Eurochorus[5]
- 2016: Karsten Kurowski, Journalist[6]
- 2015: Marita Hebisch-Niemsch, Deutsch-Französische Gesellschaft Berlin[7]
- 2014: Stéphane Pesnel, Germanist an der Sorbonne[8]
- 2013: Jürgen Genuit, Leiter der Theatergruppe Theatr'action
- 2011: Hubert Lehmuller, Bereichsleiter des Volksbunds in Nordwest-Frankreich und Jehan Sauval, Mitglied der ANEG (Freundeskreis französischer Kriegskinder)